# Gustave Cohen
Gustave David Cohen (* 24. Dezember 1879 in Saint-Josse-ten-Noode; † 10. Juni 1958 in Paris) war ein französischer Literaturhistoriker mit dem Schwerpunkt Mediävistik.

## Biografie
Nach einer juristischen Promotion wechselte Cohen zum Studium der romanistischen Literaturwissenschaft.
Von 1905 bis 1909 war er Lektor am von Karl Lamprecht geleiteten Leipziger Institut für Kultur- und Universalgeschichte. Dort lehrte er französische Theatergeschichte (zum Beispiel: „Le théâtre français de Dumas à Rostand“) und Gegenwartsliteratur, hielt aber auch praktische Übungen im modernen Französisch ab. Sein Nachfolger am Institut war Gaston Monod.
1912 erhielt Cohen einen Ruf an die Universität von Amsterdam, im Oktober 1919 ging er an die Universität Straßburg. 1925 wurde er zum Maître de conférences an der Sorbonne ernannt, 1932 zum Titularprofessor. Seit 1927 war er assoziiertes Mitglied der Académie royale des Sciences, des Lettres et des Beaux-Arts de Belgique.
Cohen war jüdischen Glaubens, konvertierte aber im Alter von 64 Jahren zum Katholizismus.

## Werke (Auswahl)
- Histoire de la mise en scène dans le théâtre religieux français du moyen âge, 1906
  - deutsche Übersetzung: Geschichte der Inszenierung im geistlichen Schauspiele des Mittelalters (übersetzt von Constantin Bauer), 1907
- Écrivains français en Hollande dans la première moitié du XVIIe siècle, 1920
- Un grand romancier d’amour et d’aventure du XIIe siècle. Chrétien de Troyes et son œuvre, 1931
- Anthologie de la littérature française du moyen âge, 1946
- Le théâtre français en Belgique au moyen âge, 1953